# Música popular
|  | No s'ha de confondre amb música pop. |

La música popular és un conjunt de gèneres i estils musicals que, a diferència de la música tradicional, no s'identifiquen amb nacions o ètnies específiques. Per la seva simplicitat, la seva interpretació no exigeix uns grans coneixements musicals. La música popular actual es coneix també com a música pop. Es comercialitza a través de canals molt específics i dels mitjans de comunicació de masses o Mass media.

## Llista de gèneres
- breakcore
- britpop
- calypso
- chill-out
- coldwave
- country
- C-pop
- crunk
- dance
- dance-pop
- death metal
- deep house
- deep soul
- disco
- disco house
- doom metal
- drum and bass
- dub
- dub house
- dubstep
- electro
- electro punk
- electroclash
- electrofunk
- electropop
- emo
- eurobeat
- eurodance
- eurodisco
- europop
- eurotrance
- folk
- folk metal
- folk rock
- freestyle
- freestyle house
- funky house
- gabber
- Rock de garatge
- glam metal
- glam rock
- gospel
- gothic metal
- grime
- grunge
- happy hardcore
- hard house
- hard rock
- hard trance
- hardcore
- hardstyle
- heavy metal
- hip-house
- hip-hop
- Música house
- indie pop
- indie rock
- industrial metal
- italo dance
- italo disco
- italo house
- J-pop
- jazz
- jazz metal
- jazz rap
- jumpstyle
- jungle
- K-pop
- lambada
- lounge music
- metalcore
- minimal techno
- música de club
- música electrònica
- música experimental
- música industrial
- música llatina
- música new-age
- música progressiva
- música psicodèlica
- música rock
- música underground
- Nova cançó
- Nu metal
- Música pop
- pop folk
- pop rock
- progressive trance
- punk
- punk jazz
- punk rock
- Rhythm and blues
- ragtime
- Música rap
- reggae
- reggaeton
- rock alternatiu
- rock experimental
- rock gòtic
- rock progressiu
- Rock and roll
- rockabilly
- rocksteady
- Rumba catalana
- salsa
- samba
- ska
- soft rock
- soul
- speed garage
- speed metal
- speedcore
- swing
- synthpop
- Trap
- techno
- techno-pop
- teen pop
- trance
- thrash metal
- tribal house
- twist
- UK garage
- world music